# Connemara Railway
| Connemara Railway                                                                     | Connemara Railway      |
| ------------------------------------------------------------------------------------- | ---------------------- |
| Eisenbahnlinie Galway to Clifden Railway (1906) – Buslinien sind punktiert gezeichnet |                        |
| Streckenlänge:                                                                        | 78 km                  |
| Spurweite:                                                                            | 1600 mm (Irische Spur) |
|                                                                                       |                        |

Die Connemara Railway oder Galway to Clifden Railway war eine durch die Midland Great Western Railway errichtete Eisenbahnlinie in Irland. Sie führte von Galway nach Clifden, dem Hauptort der dünn besiedelten Region Connemara im Westen des County Galway. Sie wurde 1935 als eine der ersten Eisenbahnlinien Irlands eingestellt.

## Geschichte
Erste Anregungen zur Erschließung der dünn besiedelten Region Connemara mit einer Eisenbahnlinie gehen auf die Frühzeit der Eisenbahnen in Irland zurück, als absehbar wurde, dass das Bahnnetz die Provinzhauptstadt Galway erreichen würde. Die Stadt Clifden war hauptsächlich über den Seeweg angebunden, eine Postkutsche und Fuhrwerke sorgten für einen bescheidenen Landtransport. Besonders in strengen Wintern waren diese Verbindungen völlig unzureichend und solche Wetterverhältnisse führten zu Ernteausfällen in den 1880er-Jahren. Die Verarmung der Bevölkerung in Connemara stieg dramatisch und der Ruf nach einer Bahnverbindung als Strukturmaßnahme wurde laut, das Projekt sogar als „Angelegenheit von nationaler Bedeutung“ bezeichnet. Alle Initiativen scheiterten vorerst aber an den finanziellen Mitteln.

### Finanzierung und Bau

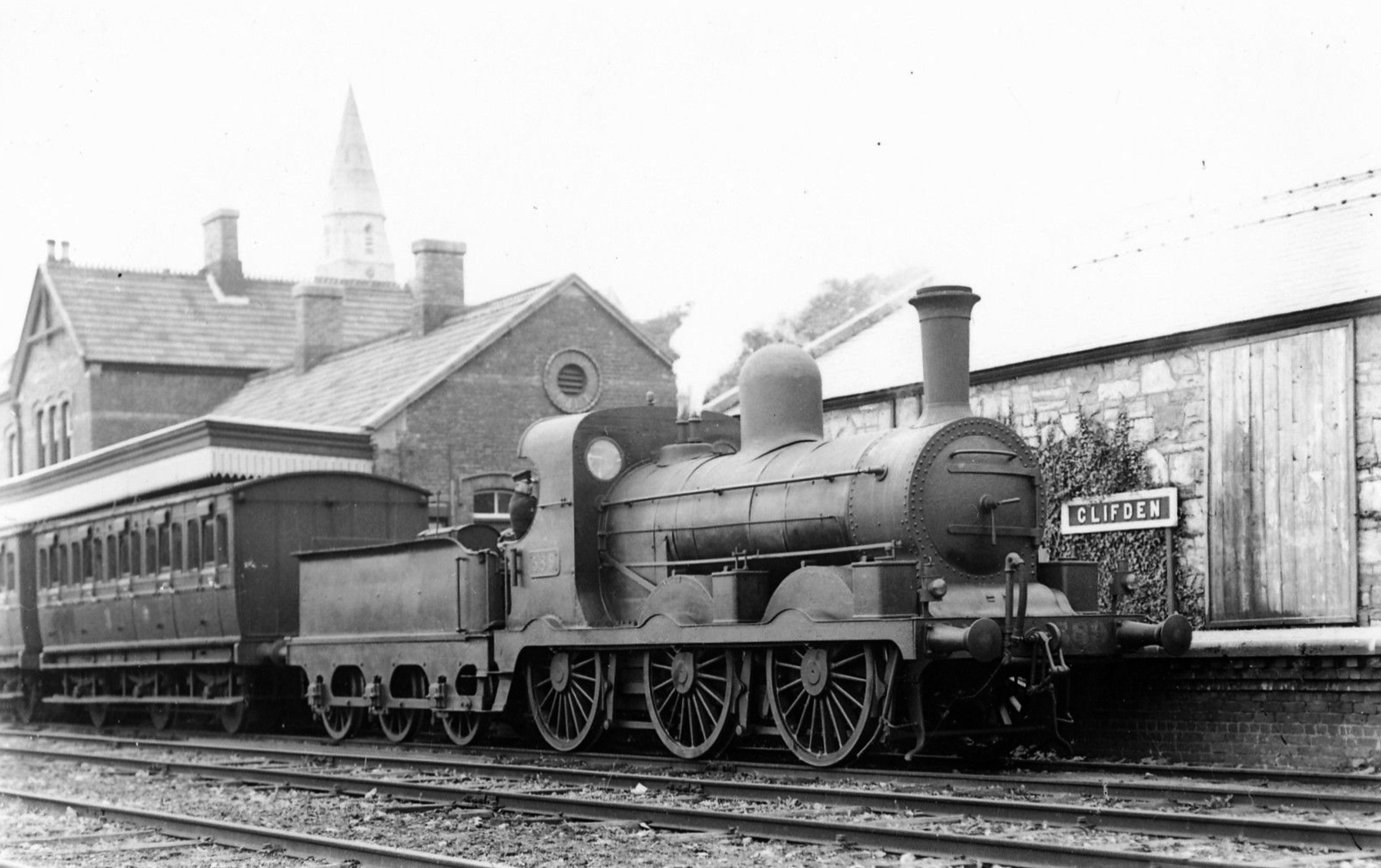
Zug im Bahnhof Clifden (1924–1935)

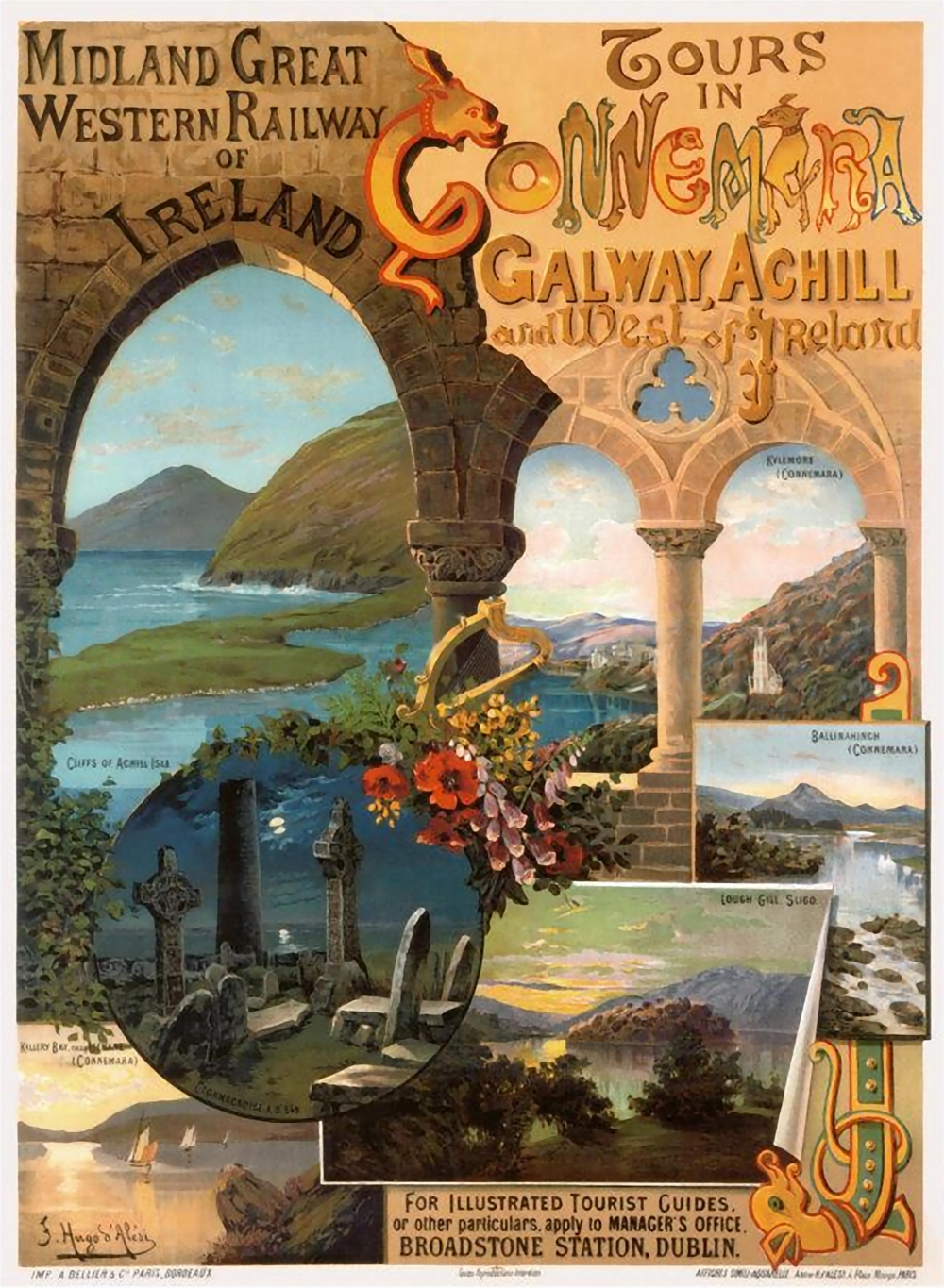
Werbeplakat der Eisenbahngesellschaft MGWR, gemalt von Hugo d’Alési (etwa 1900)

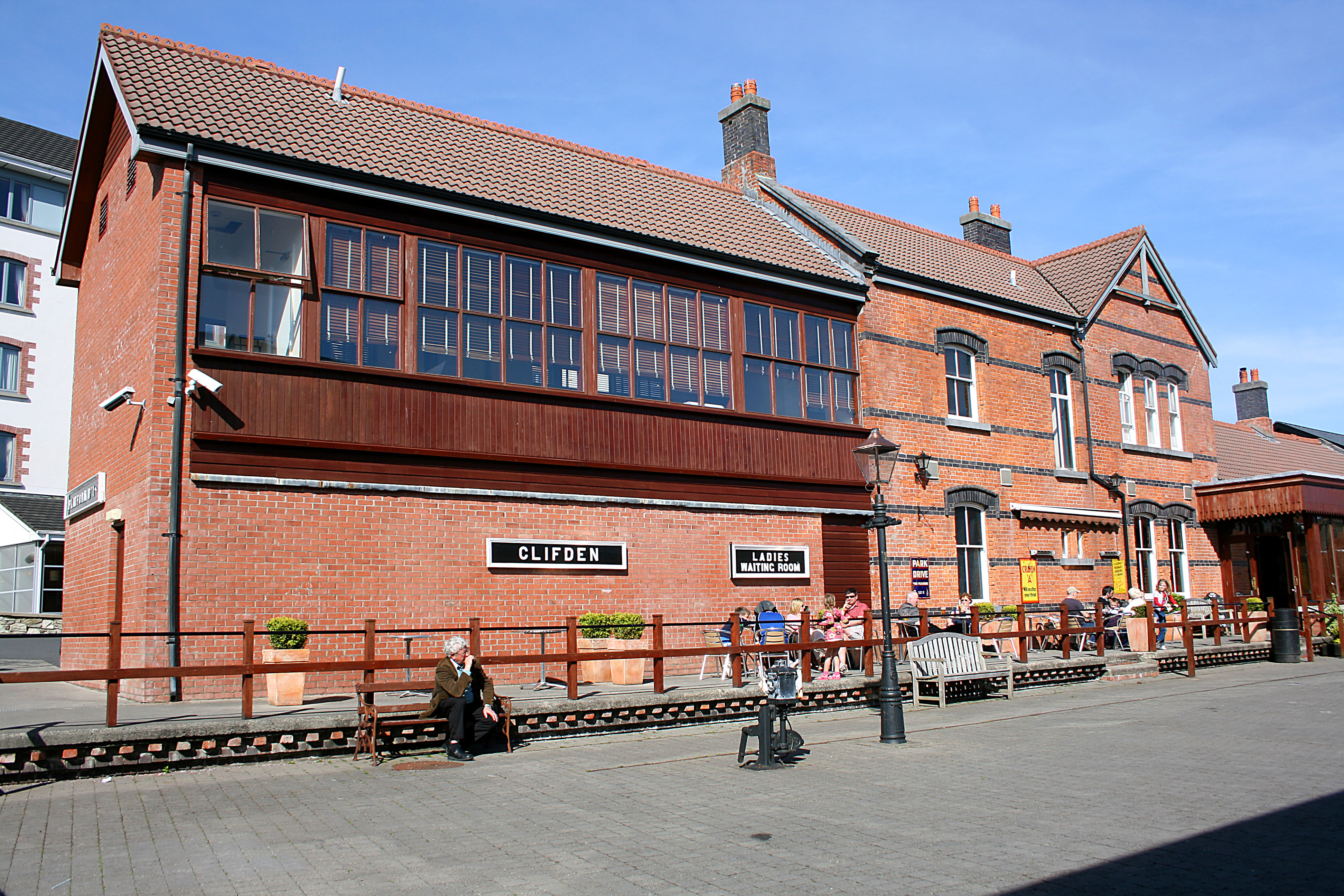
Hauptgebäude des ehemaligen Bahnhofs Clifden, jetzt als Hotel genutzt (2008)

Unter dem Einfluss des Arthur James Balfour, 1. Earl of Balfour, der von 1887 bis 1891 Chief Secretary for Ireland war, wurde seit 1889 mit dem Light Railway Act (Ireland) staatliche finanzielle Unterstützung von Eisenbahnprojekten mit geringen Aussichten auf Wirtschaftlichkeit (und damit auch die Erschließung des dünn besiedelten irischen Westens) in größerem Umfang ermöglicht. Für die Midland Great Western Railway (MGWR) bedeutete dies die Realisierung von zwei Projekten. Neben der Eisenbahn von Galway nach Clifden wurde damit auch die Errichtung der Strecke von Westport nach Gob an Choire (englisch: Achill Sound) möglich. Beide Strecken wurden in Folge auch gemeinsam touristisch vermarktet.
Nach der Entscheidung zum Eisenbahnbau war die Linienführung noch nicht festgelegt. Die Mehrheit der Bevölkerung, etwa 60.000 Menschen, wohnte an der Küste. Weil der dringende Wunsch bestand, den dortigen Fischern bessere Absatzmärkte zu erschließen, wurde ab Oughterard eine küstennahe Strecke bevorzugt. Aus Gründen, die heute als nicht vollständig geklärt gelten, wurde jedoch eine weiter im Landesinneren verlaufende Trasse gewählt. Als wahrscheinlichste Vermutung gilt, dass der Besitzer von Ballynahinch Castle in großem Umfang Land für den Eisenbahnbau kostenlos zur Verfügung stellte und damit die Entscheidung maßgeblich beeinflusste. Diese Trasse war zwar kürzer, führte aber durch merklich dünner besiedeltes Gebiet. Auch musste wegen des sumpfigen Untergrundes in einigen Abschnitten ein massiverer Unterbau errichtet werden.
Die Regierung genehmigte für die Connemara-Strecke einen Betrag von 246.000 Pfund Sterling. Weil der Eisenbahnbau auch eine Notstandsmaßnahme war, sollte jeder Arbeitssuchende angenommen werden. Im Dezember 1890 wurde mit den ersten Vorarbeiten begonnen. Im März 1891 kam es in Clifden erstmals zu Streiks. Das beauftragte Bauunternehmen von Charles Braddock nahm wunschgemäß alle Arbeitssuchenden an, erwies sich aber als säumiger Zahler. Je weiter von Galway entfernt, desto unregelmäßiger erhielten die Arbeiter ihren Lohn ausbezahlt, sodass weitere Streiks folgten. Im Juli 1892 entzog die Eisenbahngesellschaft daher Braddock das Projekt und übergab es an T. H. Faulkner, unter dem die Arbeiten regelmäßig fortschritten, aber erst 13 Monate später als ursprünglich geplant abgeschlossen worden sind. Im November 1893 waren 1.500 Arbeiter beschäftigt, nicht ohne soziale Spannungen mit der Bevölkerung, die häufig durch illegalen Alkoholausschank an den Baustellen bedingt waren.

### Der Betrieb
Das erste Teilstück von Galway nach Oughterard wurde am 1. Januar 1895 eröffnet. Außer den Ehrengästen fand sich aber kaum Publikum ein, da der Neujahrstag als strenger Kirchenfeiertag dem Besuch des Gottesdienstes vorbehalten war. Am 1. Juli 1895 wurde die restliche Strecke bis Clifden in Betrieb genommen.
Durch die küstenferne Linienführung nahm der Güterverkehr zwar nicht das ursprünglich erwünschte Ausmaß an, brachte der erschlossenen Region aber die erhoffte zuverlässige Anbindung an die Provinzhauptstadt Galway und entferntere Absatzmärkte. Diese Entwicklung veranlasste die Bahngesellschaft, stark auf den touristischen Personenverkehr zu setzen. Zu Ende des 19. Jahrhunderts erfreute sich die wildromantische Einsamkeit von Connemara bei Adel und Großbürgertum bereits einer gewissen Beliebtheit als Sommerdestination. Ab 1903 führte die Midland Great Western Railway während der Sommersaison direkte Schnellzüge mit Speisewagen von Dublin nach Clifden und beim Bahnhof Recess wurde ein Hotel der gehobenen Klasse errichtet. Motordroschken erschlossen als Vorläufer späterer Omnibuslinien die Strecke von Clifden nach Westport und stellten eine Verbindung mit der anderen Nebenstrecke der Bahngesellschaft her. Prominente und Mitglieder des Hochadels, die in Connemara Sommerhäuser besaßen oder zum Angelurlaub kamen, weckten das Interesse der Allgemeinheit an der Region als Reiseziel.
Der Erste Weltkrieg, der irische Unabhängigkeitskrieg und der daraus resultierende Irische Bürgerkrieg ließen das Geschäft mit dem Tourismus ausfallen. Während des Bürgerkrieges wurde die Bahntrasse an mehreren Stellen schwer beschädigt, was einen Betriebsstillstand von sieben Monaten zur Folge hatte.

### Die Einstellung
Als diese Auseinandersetzung beendet war, machte die bereits erstarkte Konkurrenz des Straßenverkehrs der Bahn sehr zu schaffen. 1925 wurden die Bahnen im irischen Freistaat (dem Vorgänger der heutigen irischen Republik) unter der Bezeichnung Great Southern Railways zusammengeschlossen. Der schon schlechte Zustand der Gleise machte ab den 1930er-Jahren eine gründliche Erneuerung notwendig. Die bescheidenen Einnahmen veranlassten die Great Southern Railway daher, den Betrieb einzustellen. Am Nachmittag des 27. April 1935 verließ der letzte Zug den Bahnhof von Clifden; auf dieser Fahrt wurden alle noch in den Bahnhöfen verbliebenen Wagen diesem beigestellt. Die Gleise und die Brücke über den Corrib wurden im Anschluss abgetragen. Als Ersatz für die Bahn wurde die Straßenverbindung zwischen Galway und Clifden (heute Nationalstraße N59) asphaltiert und eine Buslinie eingerichtet.

## Streckenbeschreibung

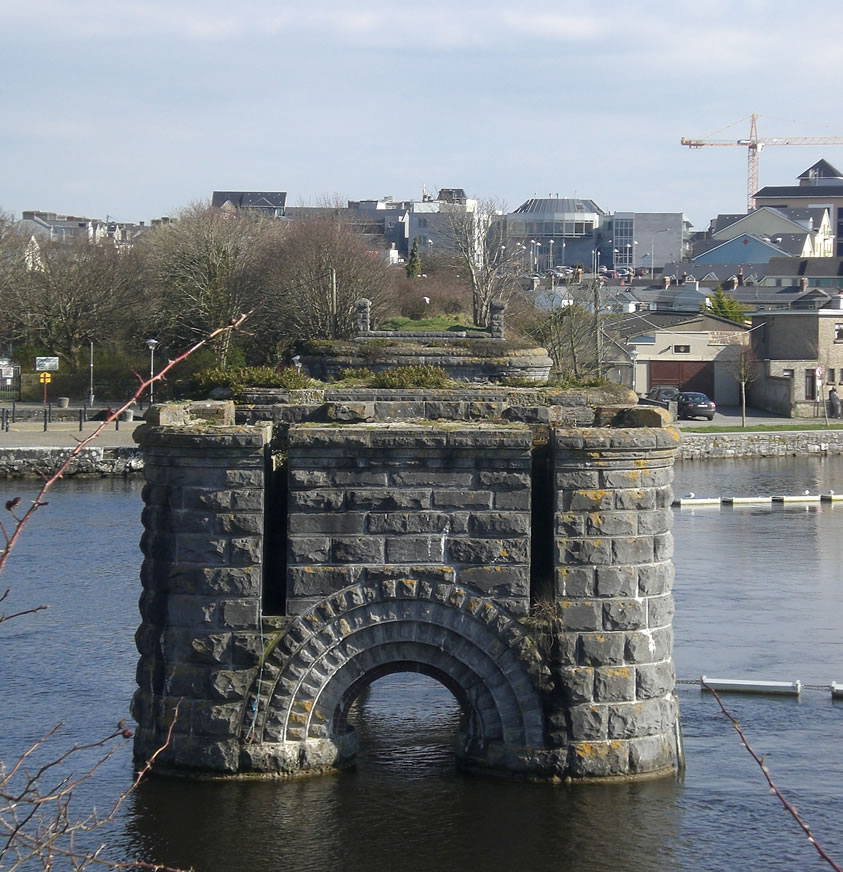
Pfeiler der Brücke über den Corrib in Galway

Die Connemara Railway war eingleisig in der in Irland üblichen Breitspur von 1600 mm ausgeführt. Ihr Ausgangspunkt war der Bahnhof von Galway. Noch im Stadtgebiet befand sich unter dem Prospect Hill der einzige Tunnel der Bahn, der eigentlich ein gedeckter Einschnitt war. Die Bahn querte auf dem größten Brückenbauwerk der Strecke den Corrib und verließ Galway in nordwestlicher Richtung. Dem Ufer des Lough Corrib folgend über Moycullen und Ross führte sie zunächst nach Oughterard. Ab hier ging es durch das nur noch spärlich besiedelte Kernland Connemaras  entlang der Ufer von Lough Bofin und Lough Ardderry weiter nach Maam Cross, einem wichtigen Kreuzungspunkt mit überregionalen Straßen. Am südlichen Rand des Joyce Country, in Sichtweite der Twelve Bens, verlief die Strecke weiter über Recess, wo sich das Eisenbahnhotel befand, und die Seen Lough Derryclare und Lough Ballynahinch. Nach 48,5 Meilen (rund 78 Kilometer) war die Endstation Clifden erreicht. Im Streckenverlauf befanden sich insgesamt 41 Brücken und Durchlässe. Die Bahnhöfe von Moycullen, Oughterard, Maam Cross und Recess waren als Kreuzungsstationen mit zwei Bahnsteigen ausgeführt. Der Bahnhof von Clifden war mit einer Drehscheibe und einem Lokschuppen ausgestattet.

## Relikte
Obwohl die Connemara Railway bereits in den 1930er Jahren abgetragen wurde, sind noch zahlreiche Relikte der Bahn gut erhalten. Während die Bahntrasse in der Stadt Galway durch die Bautätigkeit nicht mehr erkennbar ist, sind der Tunnel unter dem Prospect Hill und die Pfeiler der Brücke über den Corrib noch vorhanden. Ab der Stadtgrenze ist die Trasse einschließlich zahlreicher Brücken und Durchlässe weitgehend unverbaut geblieben und in der Landschaft gut auszumachen. Einige Abschnitte werden als Fahrwege und Zufahrtsstraßen genutzt. Von den Stationsgebäuden, die an private Interessenten verkauft wurden, existieren noch mehrere, so wurde der Bahnhof von Clifden in einen Hotelkomplex integriert. Der Lokomotivschuppen beherbergt heute ein Museum, der Güterschuppen fand Verwendung als Theaterbühne und Kinosaal.